# Arquitetura empresarial
A arquitetura empresarial (AO 1945: arquitectura empresarial), ou arquitetura corporativa (AO 1945: arquitectura corporativa), é a prática de aplicar um método compreensivo e rigoroso, para descrever: uma estrutura para um processo organizacional, presente ou futuro; Sistemas de Informação; Recursos Humanos; Subunidades organizacionais, etc. — tudo para que se possa alinhar com os objetivos principais e direções estratégicas de uma organização. Por vezes, este termo, é associado estritamente com as Tecnologias de Informação (TI), o que o relaciona mais amplamente com uma prática de otimização de negócio em vez de que numa relação de arquitetura de negócio, performance da gestão e também arquitetura de processos.
Arquitetura Empresarial é considerada uma prática significante dentro do Governo Federal dos EUA, como um meio de endereçar persistentemente desvantagens em investimentos de TI. Companhias como a BP, Intel e VW, também têm Arquiteturas Empresariais implementadas para melhorar as suas arquiteturas de negócio de forma a aumentar a performance de negócio e produtividade.
Ela pode ser entendida como a lógica organizadora de processos de negócio e de recursos de Tecnologia da Informação que reflete os requisitos de integração e de padronização do modelo operacional de uma empresa. Nesse contexto, o trabalho do arquiteto corporativo pode ser comparado ao do arquiteto urbanista. Um urbanista se preocupa com os aspectos gerais do planejamento de uma cidade, ao passo que arquitetos e engenheiros desenham e projetam as construções, respeitando o projeto urbanístico definido. Da mesma forma, um arquiteto corporativo elabora a arquitetura da organização, ordenando seus elementos gerais (conceitos, processos, sistemas etc.) e verificando posteriormente se os projetos relacionados a cada elemento estão em conformidade com a arquitetura corporativa.

## Metodologias
A prática da Arquitectura Empresarial envolve a aplicação de uma framework para descrever uma arquitectura ‘como é’ e ‘como está’. Estas frameworks detalham a organização, papeis, entidades e relações que existam ou deveriam existir, bem como um conjunto de processos de negócio. Esta framework irá fornecer uma taxionomia e ontologia rigorosas que claramente identificam o que é responsável pela performance de um processo e informação detalhada acerca de como esses processos são executados. O produto final é um conjunto de artefactos que descrevem num conjunto de graus de detalhe exactamente o quê e como um negócio opera e quais os recursos que são necessários. Estes artefactos são por vezes apresentados na forma de gráficos.
Dada esta descrição detalhada, àqueles que tomam as decisões, são-lhes fornecidos os meios para tomar decisões informadas acerca de como investir recursos, onde realinhar os objectivos e processos organizacionais e quais as políticas e procedimentos que irão suportar as missões fundamentais ou funções de negócio.
Uma Arquitectura Empresarial forte fornece ajudas para responder a questões básicas como:
- A arquitectura actual está a suportar e a adicionar valor para a organização?
- Como é que uma arquitectura pode ser modificada para que possa adicionar mais valor para a organização?
- Baseado em tudo o que sabemos como a organização quer atingir os seus objectivos no futuro, irá esta arquitectura actual suportar tais objectivos?

A implementação de arquitecturas organizacionais começa geralmente com a documentação da estratégia da organização e outros detalhes necessários como por exemplo: onde e como ela opera.
O processo então parte numa cascata descendente para uma documentação as competências fundamentais, processos de negócio e como a organização interage com ela própria e com partidos exteriores tais como: clientes, fornecedores e entidades governamentais.
Estando a estratégia e estrutura da organização documentados, o processo da arquitectura flúi descendentemente para os componentes discretos de TI, tais como:
1. Gráficos organizacionais, actividades e fluxos de processos de como operam as TI Organizacionais;
2. Ciclos organizacionais, períodos e timing;
3. Fornecedores de tecnologias de hardware, software e serviços;
4. Aplicações e software, inventários e diagramas;
5. Interfaces entre aplicações – que são: eventos, mensagens e fluxos de dados;
6. Intranet, Extranet, Internet, Comércio Electrónico, links EDI com parceiros dentro e fora da empresa;
7. Bases de Dados e modelos de suporte;
8. Hardware, plataformas e hosting: servidores, e localização de onde são mantidos;
9. Local and Wide Área Networks, diagramas de conectividade de Internet.

Sempre que possível, todos os pontos mencionados anteriormente devem estar relacionados explicitamente com a estratégia organizacional, objectivos e operações. A Arquitectura Organizacional irá documentar o estado corrente das componentes técnicas mencionadas anteriormente, tal como o estado futuro desejado.
Um produto intermediário de um processo arquitectural é a compreensão do inventário da estratégia de negócio, processos de negócio, gráficos organizacionais, inventários técnicos, sistemas e diagramas de interface, topologias da rede e as relações externas entre eles. Os inventários e os diagramas são meramente ferramentas que suportam à decisão. Mas não é suficiente. Tem de ser um processo vivo.
A organização deve desenhar e implementar um processo que assegure um movimento contínuo desde o estado actual até a um estado futuro. O estado futuro irá ser uma combinação de um e mais:
- erros que estão presentes entre a actual estratégia organizacional e a capacidade das TI organizacionais o suportar.
- erros que estão presentes entre a futura desejada estratégia organizacional e a capacidade das TI organizacionais de a suportar.
- actualizações necessárias e substituições que tenham de ser realizadas na arquitectura das TI baseada na viabilidade dos fornecedores, idade e performance do hardware e software, problemas de capacidade, requisitos conhecidos ou previstos em relatórios, e outros requisitos não explicitamente escritos pela gestão funcional organizacional.

Numa base regular, o estado actual e o estado futuro são redefinidos para permitirem à evolução da arquitectura, mudanças nas estratégia organizacional, e factores puramente externos, tais como as mudanças na tecnologia, requisitos dos fornecedores/revendedores/governos.
A Arquitectura Empresarial é o componente chave do processo de Governação das TI em qualquer organização de tamanho considerável. Mais e mais empresas estão a implementar um processo formal de Arquitectura Empresarial para suportar a governação e gestão das TI..
A Arquitetura Empresarial possibilita a criação de um modelo de execução do negócio que fornece a rastreabilidade entre os objetivos deste e os investimento de TI. Este modelo de execução, resulta de uma seleção criteriosa dos processos de negócio e sistemas de TI que devem ser reestruturados, integrados e padronizados.
O modelo de execução do negócio, fornece uma visão de como a TI se envolve na execução e como cada projeto de negócio ira tirar proveito deste modelo. Alguns dos benefícios advindos deste modelo para o negócio são: ambientes tecnologicos mais simples com custos mais baixos e maior agilidade para lançar novos produtos.

## Frameworks
- Zachman Framework
- The U.S. Department of Defense (DoD) Architecture Framework (DoDAF)
- The Open Group Architecture Framework (TOGAF)
- United States Government Federal Enterprise Architecture (FEA)
- Uma outra Framework para Arquitecturas Empresariais é a Extended Enterprise Architecture Framework (E2AF) from the Institute For Enterprise Architecture Developments.
- Gartner Framework

## Camadas
A Arquitetura Corporativa, ou Arquitetura Empresarial, é dividida em várias camadas, desde a mais alta, relacionada aos negócios da empresa, até a mais baixa, referente à infraestrutura de TI.
Dentre vários modelos de organização, segue uma visão consistente das camadas da Arquitetura Corporativa, hierarquizada desde o nível mais alto (negócios) até o mais básico (infraestrutura):
- A camada de Arquitetura de Negócios trata da estratégia de negócio, de políticas, de modelos conceituais, dos processos organizacionais, sua governança e suas relações.
- A camada de Arquitetura de Informações trata dos dados, sistemas de informações e suas relações.
- A camada Arquitetura Tecnológica, por sua vez, trata dos serviços de software necessários para suportar sistemas e informações, sendo constituída por três grupos:
  - o Arquitetura de Desenvolvimento, que envolve os serviços necessários ao desenvolvimento de um sistema;
  - o Arquitetura de Execução, que envolve os serviços necessários à execução de um sistema; e
  - o Arquitetura de Operação, que envolve os serviços necessários à operação de um sistema.
- A camada de Arquitetura de Infraestrutura, por fim, trata do conjunto de componentes físicos (hardware) e do software básico que acompanha o hardware.

É importante observar que cada camada da arquitetura é construída para apoiar a camada superior, portanto o alinhamento entre essas camadas e as equipes envolvidas na sua construção é fundamental.